# DDR-Fußballmeisterschaft der Schüler 1981
Die DDR-Fußballmeisterschaft der Schüler 1981 war die 22. Auflage dieses Wettbewerbes, der vom DFV durchgeführt wurde. Der Wettbewerb begann am 24. Mai 1981 mit der Vorrunde und endete am 28. Juni 1981 mit dem zweiten Titelgewinn vom 1. FC Lokomotive Leipzig nach 1970, die im Finale gegen den FC Karl-Marx-Stadt gewannen.

## Teilnehmende Mannschaften
An der DDR-Fußballmeisterschaft der Schüler für die Altersklasse (AK) 12/13 nahmen die Bezirksmeister der 15 Bezirke auf dem Gebiet der DDR und der Zweitplatzierte der Ost-Berliner Bezirksmeisterschaft teil. Spielberechtigt waren Spieler bis zum 13. Lebensjahr (Stichtag: 1. Juni 1967).
Für die Meisterschaft qualifizierten sich folgende fünfzehn Bezirksmeister und der Zweite aus Ost-Berlin:
| - Bezirk Rostock F.C. Hansa Rostock - Bezirk Schwerin SG Dynamo Schwerin - Bezirk Neubrandenburg BSG Post Neubrandenburg - Bezirk Potsdam BSG Stahl Brandenburg - Ost-Berlin 1. FC Union Berlin Berliner FC Dynamo (TV) (TV) – Titelverteidiger | - Bezirk Frankfurt (Oder) FC Vorwärts Frankfurt/O. - Bezirk Magdeburg BSG Lokomotive Stendal - Bezirk Halle Hallescher FC Chemie - Bezirk Leipzig 1. FC Lokomotive Leipzig - Bezirk Cottbus BSG Aktivist Brieske-Senftenberg | - Bezirk Dresden SG Dynamo Dresden - Bezirk Karl-Marx-Stadt FC Karl-Marx-Stadt - Bezirk Erfurt FC Rot-Weiß Erfurt - Bezirk Gera FC Carl Zeiss Jena - Bezirk Suhl BSG Motor Suhl |

## Modus
In der Vorrunde wurden die Spiele in vier Staffeln zu je vier Mannschaften mit Hin- und Rückspiel nach dem Modus „Jeder gegen Jeden“ ausgetragen. Die vier Staffelsieger ermittelten ab dem Halbfinale auf neutralen Platz den DDR-Meister.

## Vorrunde

### Staffel 1
Spiele
| Datum                     |                          |   |                          | Hinspiel | Rückspiel |
| ------------------------- | ------------------------ | - | ------------------------ | -------- | --------- |
| So 24. Mai / So 14. Juni  | BSG Lokomotive Stendal   | – | 1. FC Lokomotive Leipzig | 0:5      | 01:12     |
| So 24. Mai / So 14. Juni  | Berliner FC Dynamo       | – | BSG Stahl Brandenburg    | 6:0      | 6:1       |
| Mi .27. Mai / Sa 06. Juni | Berliner FC Dynamo       | – | BSG Lokomotive Stendal   | 0:1      | 4:0       |
| Mi .27. Mai / Sa 06. Juni | BSG Stahl Brandenburg    | – | 1. FC Lokomotive Leipzig | 2:3      | 00:10     |
| So 31. Mai / So 21. Juni  | 1. FC Lokomotive Leipzig | – | Berliner FC Dynamo       | 6:1      | 2:1       |
| So 31. Mai / So 21. Juni  | BSG Lokomotive Stendal   | − | BSG Stahl Brandenburg    | 5:2      | :         |

Abschlusstabelle
| Pl. | Mannschaft               | Sp. | S | U | N | Tore    | Diff. | Punkte |
| --- | ------------------------ | --- | - | - | - | ------- | ----- | ------ |
| 1.  | 1. FC Lokomotive Leipzig | 6   | 6 | 0 | 0 | 038:500 | +33   | 12:0   |
| 2.  | Berliner FC Dynamo       | 6   | 3 | 0 | 3 | 018:100 | +8    | 06:60  |
| 3.  | BSG Lokomotive Stendal   | 5   | 2 | 0 | 3 | 007:230 | −16   | 04:60  |
| 4.  | BSG Stahl Brandenburg    | 5   | 0 | 0 | 5 | 005:300 | −25   | 0:10   |

### Staffel 2
Spiele
| Datum                     |                          |   |                          | Hinspiel | Rückspiel |
| ------------------------- | ------------------------ | - | ------------------------ | -------- | --------- |
| So 24. Mai / So 14. Juni  | F.C. Hansa Rostock       | − | FC Vorwärts Frankfurt/O. | 2:1      | 1:1       |
| So 24. Mai / So 14. Juni  | SG Dynamo Schwerin       | − | BSG Post Neubrandenburg  | 3:1      | 0:2       |
| Mi .27. Mai / Sa 06. Juni | SG Dynamo Schwerin       | − | F.C. Hansa Rostock       | 0:4      | 0:5       |
| Mi .27. Mai / Sa 06. Juni | BSG Post Neubrandenburg  | − | FC Vorwärts Frankfurt/O. | 2:3      | 1:4       |
| So 31. Mai / So 21. Juni  | F.C. Hansa Rostock       | − | BSG Post Neubrandenburg  | 5:0      | 2:0       |
| So 31. Mai / So 21. Juni  | FC Vorwärts Frankfurt/O. | − | SG Dynamo Schwerin       | 6:1      | :         |

Abschlusstabelle
| Pl. | Mannschaft               | Sp. | S | U | N | Tore    | Diff. | Punkte |
| --- | ------------------------ | --- | - | - | - | ------- | ----- | ------ |
| 1.  | F.C. Hansa Rostock       | 6   | 5 | 1 | 0 | 019:200 | +17   | 11:10  |
| 2.  | FC Vorwärts Frankfurt/O. | 5   | 3 | 1 | 1 | 015:700 | +8    | 07:30  |
| 3.  | SG Dynamo Schwerin       | 5   | 1 | 0 | 4 | 004:180 | −14   | 02:80  |
| 4.  | BSG Post Neubrandenburg  | 6   | 1 | 0 | 5 | 006:170 | −11   | 02:10  |

### Staffel 3
Spiele
| Datum                     |                                  |   |                                  | Hinspiel | Rückspiel |
| ------------------------- | -------------------------------- | - | -------------------------------- | -------- | --------- |
| So 24. Mai / So 14. Juni  | 1. FC Union Berlin               | − | SG Dynamo Dresden                | 0:5      | 2:9       |
| So 24. Mai / So 14. Juni  | FC Karl-Marx-Stadt               | − | BSG Aktivist Brieske-Senftenberg | 11:10    | 6:1       |
| Mi .27. Mai / Sa 06. Juni | FC Karl-Marx-Stadt               | − | 1. FC Union Berlin               | 3:1      | 6:2       |
| Mi .27. Mai / Sa 06. Juni | BSG Aktivist Brieske-Senftenberg | − | SG Dynamo Dresden                | 00:15    | 00:12     |
| So 31. Mai / So 21. Juni  | 1. FC Union Berlin               | − | BSG Aktivist Brieske-Senftenberg | 7:1      | 2:2       |
| So 31. Mai / So 21. Juni  | SG Dynamo Dresden                | − | FC Karl-Marx-Stadt               | 1:2      | 3:3       |

Abschlusstabelle
| Pl. | Mannschaft                       | Sp. | S | U | N | Tore    | Diff. | Punkte |
| --- | -------------------------------- | --- | - | - | - | ------- | ----- | ------ |
| 1.  | FC Karl-Marx-Stadt               | 6   | 5 | 1 | 0 | 031:900 | +22   | 11:10  |
| 2.  | SG Dynamo Dresden                | 6   | 4 | 1 | 1 | 045:700 | +38   | 09:30  |
| 3.  | 1. FC Union Berlin               | 6   | 1 | 1 | 4 | 014:260 | −12   | 03:90  |
| 4.  | BSG Aktivist Brieske-Senftenberg | 6   | 0 | 1 | 5 | 005:530 | −48   | 01:11  |

### Staffel 4
Spiele
| Datum                     |                      |   |                      | Hinspiel | Rückspiel |
| ------------------------- | -------------------- | - | -------------------- | -------- | --------- |
| So 24. Mai / So 14. Juni  | FC Rot-Weiß Erfurt   | − | FC Carl Zeiss Jena   | 1:4      | 0:2       |
| So 24. Mai / So 14. Juni  | BSG Motor Suhl       | − | Hallescher FC Chemie | 0:9      | 00:12     |
| Mi .27. Mai / Sa 06. Juni | BSG Motor Suhl       | − | FC Rot-Weiß Erfurt   | 0:6      | 0:7       |
| Mi .27. Mai / Sa 06. Juni | Hallescher FC Chemie | − | FC Carl Zeiss Jena   | 2:3      | 3:0       |
| So 31. Mai / So 21. Juni  | FC Carl Zeiss Jena   | − | BSG Motor Suhl       | 16:00    | 6:1       |
| So 31. Mai / So 21. Juni  | FC Rot-Weiß Erfurt   | − | Hallescher FC Chemie | 3:3      | 1:3       |

Abschlusstabelle
| Pl. | Mannschaft           | Sp. | S | U | N | Tore    | Diff. | Punkte |
| --- | -------------------- | --- | - | - | - | ------- | ----- | ------ |
| 1.  | FC Carl Zeiss Jena   | 6   | 5 | 0 | 1 | 031:700 | +24   | 10:20  |
| 2.  | Hallescher FC Chemie | 6   | 4 | 1 | 1 | 032:700 | +25   | 09:30  |
| 3.  | FC Rot-Weiß Erfurt   | 6   | 2 | 1 | 3 | 018:120 | +6    | 05:70  |
| 4.  | BSG Motor Suhl       | 6   | 0 | 0 | 6 | 001:560 | −55   | 0:12   |

## Halbfinale
Die beiden Halbfinalpartien wurden in Quedlinburg (Bezirk Halle) ausgetragen.
| Datum       |                          | Ergebnis |                    |
| ----------- | ------------------------ | -------- | ------------------ |
| Sa 27. Juni | F.C. Hansa Rostock       | 1:4      | FC Karl-Marx-Stadt |
| Sa 27. Juni | 1. FC Lokomotive Leipzig | 3:1      | FC Carl Zeiss Jena |

## Spiel um Platz 3
| Datum       |                    | Ergebnis |                    | Spielort    |
| ----------- | ------------------ | -------- | ------------------ | ----------- |
| So 28. Juni | F.C. Hansa Rostock | 1:0      | FC Carl Zeiss Jena | Quedlinburg |

## Finale
| Paarung                  | FC Karl-Marx-Stadt – 1. FC Lokomotive Leipzig |
| Ergebnis                 | 2:4 (2:3) |
| Datum                    | Sonntag, 28. Juni 1981 |
| Stadion                  | Friedrich-Ludwig-Jahn-Sportplatz, Quedlinburg |
| Zuschauer                | 400 |
| Schiedsrichter           | Peter Kiefer (Merseburg) |
| Tore                     | 0:1 Zimmerling (2.) 0:2 Röhrborn (6., Foulstrafstoß) 1:2 Steinmann (13.) 2:2 Haustein (26.) 2:3 Haase (32.) 2:4 Zimmerling (45.) |
| FC Karl-Marx-Stadt       | Franz – Lutz Schöler – Graichen (55. Mario Göhl), Lutz Schädlich, Dirk Schuster – S. Schädlich, Steffen Heidrich, Andreas Schreiber – Jens Haustein, Rico Steinmann , Steffen Dünger Cheftrainer: Weihe                                                                                         |
| 1. FC Lokomotive Leipzig | Mario Zanirato – Mike Welwarsky – Olaf Görke, Torsten Kracht, Mario Röhrborn (63. Olaf Kraiczyk) – André Barylla, Steffen Marquardt, Sven Haase – Chris England (50. Haig Latchinian), Franco Krolbert, Matthias Zimmerling (65. Heiko Liebers) Cheftrainer: Thomas Matheja / Dieter Engelhardt |